# Inocybe huijsmanii
Inocybe huijsmanii är en svampart som beskrevs av Kuyper 1986. Enligt Catalogue of Life ingår Inocybe huijsmanii i släktet Inocybe,  och familjen Inocybaceae, men enligt Dyntaxa är tillhörigheten istället släktet Inocybe,  och familjen Crepidotaceae. Artens status i Sverige är: Ej påträffad. Inga underarter finns listade i Catalogue of Life.